# Río New (América del Sur)

Los ríos Corentín y New, con su nombre en neerlandés de Alto Corentín (Boven Corantijn)

El río New (en neerlandés: Nieuwe Rivier, en español: Río Nuevo) es un río de América del Sur. Forma la frontera occidental del área de Tigri, un territorio en disputa que es reclamado tanto por Guyana como por Surinam. Desde la perspectiva surinamesa, también se le llama Alto Corentín (en neerlandés: Boven Corantijn).
El río nace en los montes Acaraí y desemboca, junto con el Coeroeni, en el Corentín.El río Oronoque es un importante afluente del río New y dentro del área de Tigri. Fue el lugar de una escaramuza entre la policía de Guyana y un campo de trabajo de Surinam, el 15 de diciembre de 1967.
El conflicto militar estalló en agosto de 1969 cuando miembros de las Fuerzas de Defensa de Guyana lanzaron una operación para desalojar al personal militar de Surinam del área. La operación se denominó "Operación Clímax" y se ejecutó con la máxima precisión.
Debido al ataque sorpresa de las Fuerzas de Defensa de Guyana, la decisión militar de Surinam fue una retirada apresurada, por lo que no hubo muertos, solo algunos prisioneros de guerra. Esta operación fue una de las empresas más exitosas de la fuerza.
Aunque el área está en disputa, todavía atrae la minería ilegal. En 1993, las Fuerzas de Defensa de Guyana identificaron la minería aluvial por parte de ciudadanos brasileños.